# 脇戸町
脇戸町（わきどちょう Wakido-chō）は、奈良県奈良市の中央部、市街地の中央部に位置する地区である。郵便番号は630-8337。

## 地理
奈良市の中央部、市街地の中央部に位置する、東西方向に広がる地区である。餅飯殿通りの南方で、南北に通る道沿いに商店が並ぶ。
皇大神宮社がある。
南は高御門町・陰陽町、東は中新屋町、西は南城戸町・南風呂町・阿字万字町と接している。

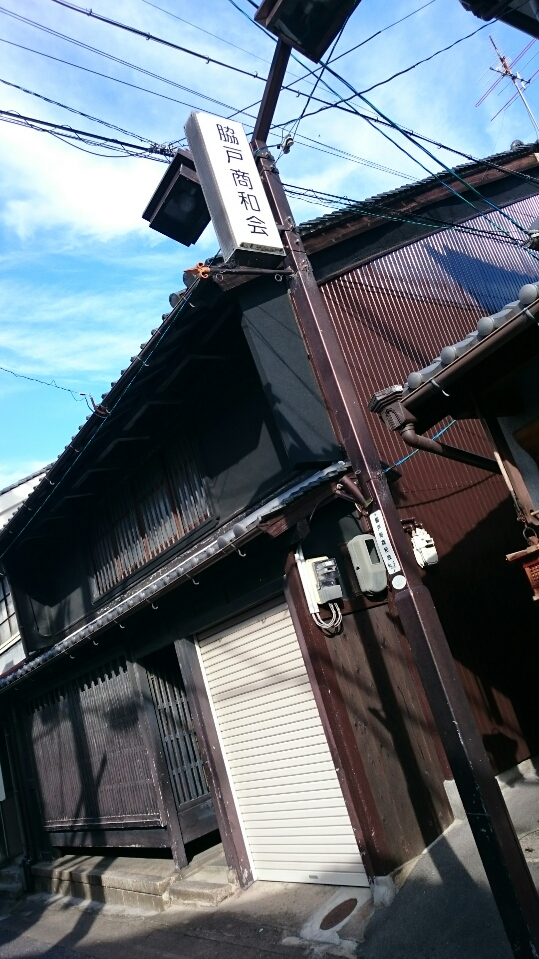
脇戸町の街並み

### 地名の由来
元興寺の小門にあたるためという説と元興寺僧坊南室の腋戸に近いためという説がある。また、鎧師の脇戸氏が住んでいたためとも言われている。。

## 歴史

### 沿革
- 1884年（明治17年）  奈良町に所属となる。
- 1898年（明治31年） 奈良市所属となる。

## 施設
観光
- 奈良町あしびの郷
- 市立史料保存館
- 奈良市杉岡華邨書道美術館

寺社
- 皇大神宮社

## 小・中学校の学区
- 奈良市立椿井小学校、奈良市立三笠中学校の学区に属する[2]。

## 交通

### 鉄道路線
なし

### バス
なし